# 松井利夫
松井 利夫（まつい としお、1943年1月1日 - ）は、日本の実業家。アルプス技研最高顧問〈創業者〉。南魚沼市産業育成支援特別顧問。小千谷市まちづくり・人づくり支援特別顧問。

## 概要
新潟県南魚沼市〈六日町五十沢〉の出身。1961年3月、新潟県立六日町高等学校を卒業。1964年3月、工学院大学専修学校電気科（夜間）を卒業。1968年7月、アルプス技研（松井設計事務所:当時〉を創業。1971年1月、株式会社アルプス技研を設立〈代表取締役社長に就任〉。1996年3月、多摩大学大学院経営情報学研究科を修了〈経営学修士:MBA〉・6月、株式店頭公開。1997年4月、代表取締役会長に就任。 2004年12月、アルプス技研が東証一部に上場（現プライム市場）2006年3月、最高顧問に就任。
2020年3月19日、株式会社DONKEYを設立〈小型農業ロボット及びシステムの開発・販売:出資企業日本総研・ユアサ商事・渡辺パイプ・情報技術開発〉。
2023年3月、名誉博士号（武蔵大学）、南魚沼市産業育成支援特別顧問に就任。
2025年5月、南魚沼市坂戸に株式会社アルプスリージョナルパートナーズ〈事業内容:国及び地方自治体等の政策や社会課題解決等に関するコンサルティング事業、宿泊事業、宴会事業、結婚式事業など〉を設立。

## 環境・社会貢献活動・寄付
- 環境ボランティアの推進[11]
  - 森林の保全活動
  - 相模湖付近の森林保全活動
  - 相模原市立広陵小学校の学校林での活動
  - 相模川周辺の清掃活動
  - 相模原第1ビル、第2ビル周辺の清掃活動
- 社会貢献活動[12]
  - NPO法人ふれあい自然塾への支援[13]
  - 災害被災地に対する支援
  - 東日本大震災の被災地・被災者に対する社員等による支援活動
  - 熱気球搭乗体験教室を開催
- 災害義援金の寄付
  - 新潟県中越沖地震（2007年7月16日発生）
  - ミャンマーのサイクロンによる被災（2008年5月2日発生）
  - 中国・四川省地震（2008年5月12日発生）
  - 岩手・宮城内陸地震（2008年6月14日発生）
  - 東日本大震災（2011年3月11日発生）
  - 熊本地震（2016年4月14日発生）
  - 台湾地震（2018年2月7日発生）
  - 平成30年7月豪雨（2018年6月28日発生）
  - 北海道胆振東部地震（2018年9月6日発生）
  - 令和6年能登半島地震（2024年1月1日発生）

- 2019年3月14日、新潟市に農業分野の人材育成及び農業に関連する産業の成長のため、1億円の寄附[14]。
- 2020年7月20日、相模原市に対し「新型コロナウイルス感染症対策支援寄付金」として、個人で１億円を寄付[15]。
- 2020年8月29日、出身地の南魚沼市へ産業振興や社会活性化を目的に3億円の寄付[16]。
- 2021年9月8日、南魚沼市へ人材育成や田園都市構想のために5億円の寄付[17][18]。
- 2025年4月25日、小千谷市にまちづくり、人づくりの新規事業創発支援や起業家育成のために3億円を寄附[19][20]。

## 受賞
- 1997年12月、紺綬褒章を受賞（同賞 他17回）
- 2001年5月、 経済産業大臣賞「起業支援部門」を受賞。
- 2006年3月、神奈川県知事賞「起業家支援功労者賞」を受賞。
- 2012年2月、総務大臣賞「地域づくり個人表彰」を受賞。

## 著書
- 『どろまみれの経営』（株式会社アルプス技研創立20周年記念誌）[21]
- 『人が未来』（相模経済新聞社刊）
- 『めざせ日本のビル・ゲイツ起業の心得』ISBN 9784382054776 産能大学出版部 発売日1999年2月15日
- 『ウエルカム・トラブル 逆境こそが経営者を強くする』ISBN 9784492501030 東洋経済新報社 発売日2002年12月1日
- 『逃げるな、驕るな、甘えるな！』ISBN 9784822210212 日経BP社 発売日2004年11月5日
- 『克己と感謝と創造』ISBN 978487645-679-6（神奈川新聞社）発売日2024年3月

## 出演番組
- カンブリア宮殿〈2008年4月14日〉[22]

## 役職
- 2000年3月、経済産業省創業・ベンチャー国民フォーラム幹事（2005年退任）
- 2002年3月、岩手県北上市工業振興アドバイザー(2014年退任)
- 2003年9月、内閣官房地域産業おこしに燃える人の会「燃える人」(現NPO地域産業おこしの会会長)
- 2006年11月、特定非営利活動法人(NPO)ふれあい自然塾理事長
- 2007年3月、公益財団法人起業家支援財団理事長（2018年4月とかち財団と合併）[23][24]・地域活性化伝道師[25][26]。
- 2008年8月、北海道上士幌町まちづくりアドバイザー [27]
- 2009年5月、社団法人（現一般社団法人）日本経済団体連合会(経団連) 審議員 (2014年退任)
- 2018年4月、公益財団法人とかち財団理事・7月、北海道上士幌町かみしほろ起業塾塾長[28]
- 2020年2月、武蔵大学ビジネスプランコンテスト審査委員長[29]
- 2021年4月、相模原市参与。
- 2023年3月、南魚沼市産業育成支援特別顧問。
- 2025年4月1日、小千谷市まちづくり・人づくり支援特別顧問[30][31]。